# ژلنیتسه (ناحیه کلادنو)
ژلنیتسه (به چکی: Želenice) یک منطقهٔ مسکونی در جمهوری چک است که در شهرستان کلادنو واقع شده‌است.